# 維堡省

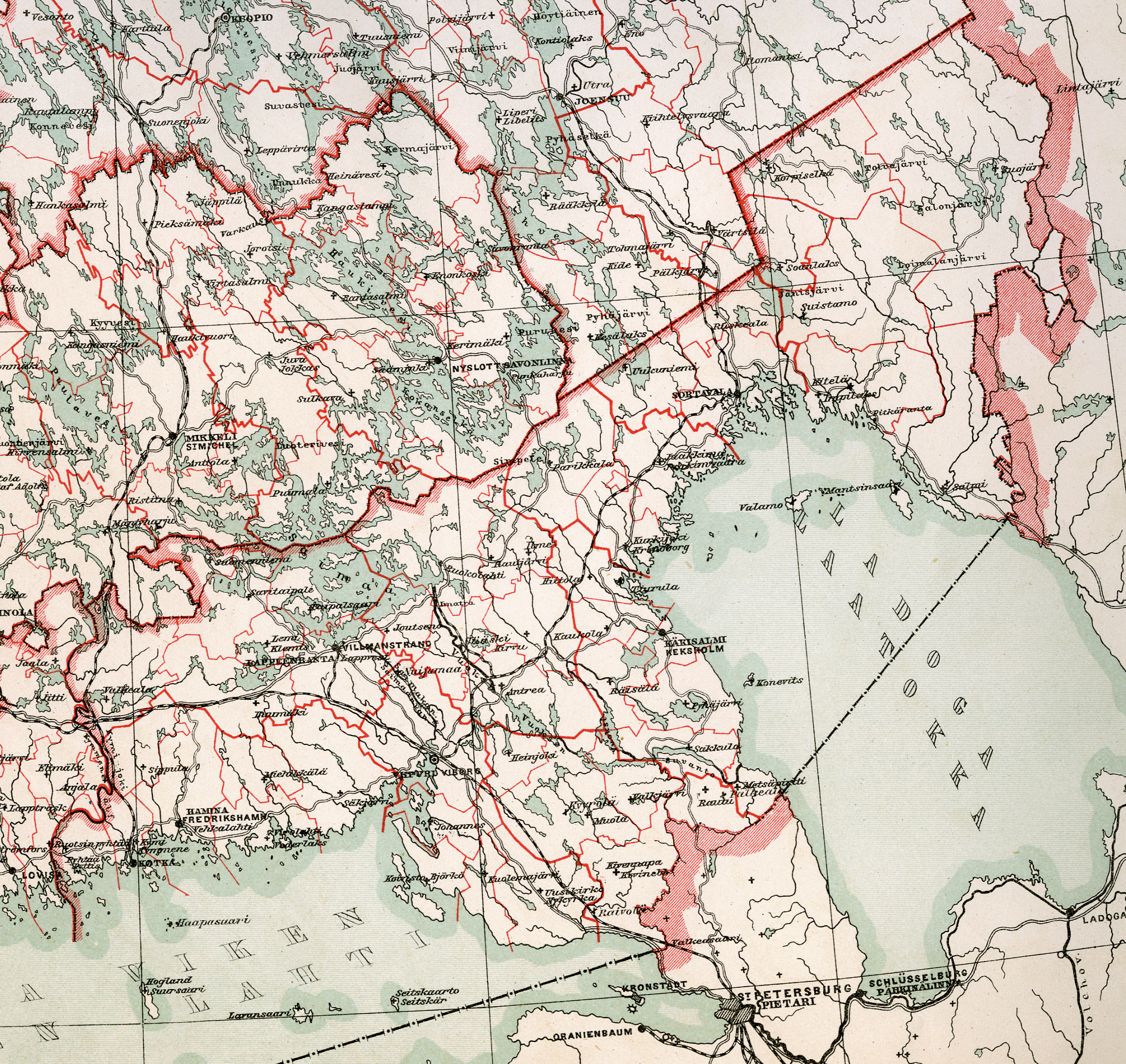
1897年的維堡省

維堡省（俄语：Вы́боргская губе́рния、瑞典語：/，常簡稱Vpl）是芬蘭歷史上的一個省，位於芬蘭東南部。現大部份屬俄羅斯，小部分為南芬蘭省的一部分。首府維堡。
1634年瑞典設省，稱維堡-薩翁林納省。1721年大北方戰爭後和1743年分兩次被割讓予俄羅斯帝國，1744年設維堡省，1802年至1812年改稱芬蘭省。1812年1月4日成為芬蘭大公國的一個省。1917年跟隨芬蘭獨立。冬季戰爭後，大部分土地（面積22,973 km²，佔全省面積71.5%）被割讓予蘇聯。1941年芬蘭重新佔領，但1944年再次失去，被編入列寧格勒州和卡累利阿共和國。餘下的部份在1945年被編入屈米省，並隨之在1997年併入南芬蘭省。